# Sitthichai Chimrueang
Sitthichai Chimrueang (thailändisch สิทธิชัย ฉิมเรือง, * 21. Oktober 2001), auch als Fuse bekannt, ist ein thailändischer Fußballspieler.

## Karriere
Sitthichai Chimrueang stand die Saison 2020/21 beim Trang FC unter Vertrag. Der Verein aus Trang spielte in der dritten thailändischen Liga, der Thai League 3. Hier trat Trang zuletzt in der Southern Region an. Zur Saison 2021/22 unterschrieb er einen Vertrag beim Zweitligisten Ranong United FC. Sein Zweitligadebüt für den Verein aus Ranong gab Sitthichai Chimrueang am 15. September 2021 (3. Spieltag) im Heimspiel gegen den Customs Ladkrabang United FC. Hier wurde er in der 90. Minute für Chartdanai Priksuwan eingewechselt. Das Spiel endete 3:3. Am Ende der Saison 2022/23 musste er mit Ranong in die dritte Liga absteigen. Für Ranong bestritt er 50 Zweitligaspiele. Nach dem Abstieg verließ er den Verein und schloss sich im Juli 2023 dem Zweitligisten Chainat Hornbill FC an. Für den Zweitligisten aus Chainat bestritt er 17 Ligaspiele. Anfang Januar 2024 ging er in die dritte Liga. Hier schloss er sich dem in der Southern Region spielenden Songkhla FC an. Am Ende der Saison 2024/25 feierte er mit dem Verein die Meisterschaft der Region. Am 19. April 2025 stand er mit Songkhla im Finale des Thai League 3 Cups. Hier verlor man im BG Stadium gegen den Thonburi United FC mit 5:4 im Elfmeterschießen.

## Erfolge
Songkhla FC
- Thai League 3 – South: 2024/25

- Thai League 3 Cup-Finalist: 2024/25